# Estêvão da Guarda
Estêvão da Guarda (1280 - 1364) foi um trovador nobre português, escrivão régio ao serviço do rei D. Dinis, de quem recebeu doações e benesses, como recompensa pelos bons serviços prestados.
Trovador português ativo no período final da poesia galego-portuguesa, Estêvão da Guarda deverá ter nascido por volta de 1280, muito provavelmente na cidade da Guarda, como o seu apelido indica. Em 1299 encontramo-lo já na corte de D. Dinis, desempenhando as funções de escrivão régio. Nos anos seguintes, e sobretudo a partir de  sua gradual proximidade com o rei, de quem se diz "vassalo" e "criado", é-nos comprovada quer pelos numerosos documentos que assina em seu nome, quer pelos cargos que acumula de eichão e escanção-mor, quer ainda pelas doações e benesses régias que lhe são conferidas em penhor da sua fidelidade e dos seus bons serviços, e que contribuíram para a importante fortuna que conseguiu acumular. Manteve-se ao lado de D. Dinis nos conturbados anos finais do seu reinado, nomeadamente aquando dos conflitos sucessórios com o infante Afonso, sendo uma das testemunhas do documento de 1321, no qual o monarca expõe o rol de acusações contra o infante e os seus partidários. Após a morte de D. Dinis, no entanto, e embora o seu nome apareça de forma mais esporádica, continua a ser mencionado como conselheiro régio e procurador para os assuntos ibéricos de Afonso IV. Com a subida ao trono de D. Afonso IV, é protegido por D. Pedro Afonso, conde de Barcelos. O afastamento da corte parece corresponder a um maior desenvolvimento da actividade poética, nomeadamente, a uma maior produção de composições satíricas, que têm como alvo privilegiado os privados régios, nobres e juristas, promovidos na sequência da política de centralização e burocratização do novo monarca. Presente nos cancioneiros da Biblioteca Nacional e da Vaticana com seis cantigas de amor, uma cantiga de amigo e vinte e oito cantigas de escárnio e maldizer. Como uma parte das suas composições satíricas pode ser datada deste período, a sua atividade trovadoresca, certamente iniciada ainda no reinado de D. Dinis, deve ter-se prolongado até meados do século XIV. Ainda vivo em 1362, terá morrido um pouco antes de Abril de 1364 (já no reinado de D. Pedro I), estando sepultado no Mosteiro de São Vicente de Fora.

Após a sua morte em 1364, o Conde D. Lourenço Martins de Avelar (morto a ca. 1403), escudeiro, co-senhor da honra e Quintã de Macieira (ou um parente com o mesmo nome) reivindicou os bens pertencentes a D. Estêvão da Guarda.
Cantigas de Estêvão da Guarda (por ordem alfabética):
A molher d'Alvar Rodriguiz tomou
Cantiga de Escárnio e maldizer
A um corretor que vi
Cantiga de Escárnio e maldizer
- A voss'amig', amiga, que prol tem
Cantiga de Amigo
Alvar [Rodriguiz] vej'eu agravar
Cantiga de Escárnio e maldizer
Alvar Rodriguiz dá preço d'esforço
Escárnio e Maldizer
Bispo, senhor, eu dou a Deus bom grado
Cantiga de Escárnio e maldizer
Com'aveo a Merlim de morrer
Cantiga de Escárnio e maldizer
D'ũa gram vinha que tem em Valada
Cantiga de Escárnio e maldizer
Diss'hoj'el-rei: - Pois Dom Foão mais val
Cantiga de Escárnio e maldizer
Disse-m'hoj'assi um home
Cantiga de Escárnio e maldizer
Dizem, senhor, que um vosso parente
Cantiga de Escárnio e maldizer
Do que bem serve sempr'oí dizer
Cantiga de Amor
Do que eu quigi, per sabedoria
Cantiga de Escárnio e maldizer
Donzela, quem quer que poser femença
Cantiga de Escárnio e maldizer
Em preito que Dom Foam há
Cantiga de Escárnio e maldizer
Em tal perfia qual eu nunca vi
Cantiga de Escárnio e maldizer
Estraĩa vida viv'hoj'eu, senhor
Cantiga de Amor
Já Martim Vaásquez da estrologia
Cantiga de Escárnio e maldizer
Martim Gil, um homem vil
Cantiga de Escárnio e maldizer
Meu dano fiz por tal juiz pedir
Cantiga de Escárnio e maldizer
O caparom de marvi
Cantiga de Escárnio e maldizer
Ora é já Martim Vaásquez certo
Cantiga de Escárnio e maldizer
Ora, senhor, tenho muit'aguisado
Cantiga de Amor
Ouç'eu muitos d'Amor que[i]xar
Cantiga de Amor
Pero el-rei há defeso
Cantiga de Escárnio e maldizer
Pois a todos avorrece
Cantiga de Escárnio e maldizer
Pois cata per u m'espeite
Cantiga de Escárnio e maldizer
Pois que te preças d'haver sem comprido
Escárnio e Maldizer
Pois teu preit'anda juntando
Cantiga de Escárnio e maldizer
Por partir pesar que [eu] sempre vi
Cantiga de Amor
Rui Gonçálviz, pero vos agravece
Cantiga de Escárnio e maldizer
Se vós, Dom Foão, dizedes
Cantiga de Escárnio e maldizer
Sempr'eu, senhor, mia morte receei
Cantiga de Amor
Um cavaleiro me diss'em baldom
Cantiga de Escárnio e maldizer
- Vós, Dom Josep, venho eu preguntar
Tenção